# UFC 15
UFC 15: Collision Course fue un evento de artes marciales mixtas celebrado por Ultimate Fighting Championship el 17 de octubre de 1997 en el Casino Magic Bay St. Louis, ubicado en Bay St. Louis, Misisipi.

## Historia
La cartelera de UFC 15 fue encabezada por una pelea por el título de peso pesado entre Maurice Smith y Tank Abbott. Abbott fue traído como un reemplazo de último minuto de Dan Severn, quien no pudo pelear por una lesión.
UFC 15 ofreció una Superfight entre Randy Couture y Vitor Belfort, un torneo de peso pesado, y dos combates alternos. El evento también fue el último que contó con Bruce Beck como narrador. Fue reemplazado por Mike Goldberg a partir de UFC Japan. Este fue el primer evento pay-per-view de la promoción que proporcionó un segundo árbitro, Joe Hamilton. Este reguló las disputas menos importantes, mientras que John McCarthy manejó las peleas de torneo y campeonato.
Collision Course marcó un gran cambio en las reglas de la organización, poniendo limitaciones en las áreas donde el golpeo se permite. Los cabezazos, golpes en los genitales, golpes detrás de la cabeza y el cuello, patadas en la cabeza de un oponente caído, manipulación de articulaciones pequeñas y tirones al cabello se volvieron ilegales.

## Resultados
1. ↑  Por el Campeonato de Peso Pesado de UFC.
2. ↑  Debido a fatiga, Beneteau no pudo continuar en el torneo.

## Desarrollo
|  | Semifinals     | Semifinals     | Semifinals   |              |           | Finals    | Finals | Finals |  |
|  |                |                |              |              |           |           |        |        |  |
|  |                |                |              |              |           |           |        |        |  |
|  | Mark Kerr      | Mark Kerr      | KO           |              |           |           |        |        |  |
|  | Mark Kerr      | Mark Kerr      | KO           |              |           |           |        |        |  |
|  | Greg Stott     | Greg Stott     | 0:17         |              |           |           |        |        |  |
|  | Greg Stott     | Greg Stott     | 0:17         |              | Mark Kerr | Mark Kerr | SUM    |        |  |
|  |                |                |              |              | Mark Kerr | Mark Kerr | SUM    |        |  |
|  |                |                | Dwane Cason1 | Dwane Cason1 | 0:53      |           |        |        |  |
|  | Dave Beneteau  | Dave Beneteau  | Dwane Cason1 | Dwane Cason1 | 0:53      | DEC       |        |        |  |
|  | Dave Beneteau  | Dave Beneteau  |              |              |           | DEC       |        |        |  |
|  | Carlos Barreto | Carlos Barreto | 15:00        |              |           |           |        |        |  |
|  | Carlos Barreto | Carlos Barreto | 15:00        |              |           |           |        |        |  |
|  |                |                |              |              |           |           |        |        |  |

1Dwane Cason reemplazó a Dave Beneteau, quien se retiró debido a fatiga.